# Bujruk Tarlaghatta, Kundgol
Bujruk Tarlaghatta là một làng thuộc tehsil Kundgol, huyện Dharwad, bang Karnataka, Ấn Độ.